# Domenico Consolini
Domenico Consolini właśc. Domenico Antonio Luigi Pacifico Nicola Baldassare Consolini (ur. 7 czerwca 1806 w Senigallii, zm. 20 grudnia 1884 w Rzymie) – włoski duchowny rzymskokatolicki, kardynał, kamerling w 1884.
Był czwartym synem Marchese Tommaso Consoliniego i Angela Grapelli. Studiował w Senigallii i później przy Papieskiej Akademii Ecclesiastical Nobles w Rzymie. 20 grudnia 1832 otrzymał święcenia kapłańskie, zaś 22 czerwca 1866 kapelusz kardynalski. Od 24 marca 1884 do śmierci pełnił funkcję kamerlinga Świętego Kościoła Rzymskiego.